# Giovanni Antonio Baffo

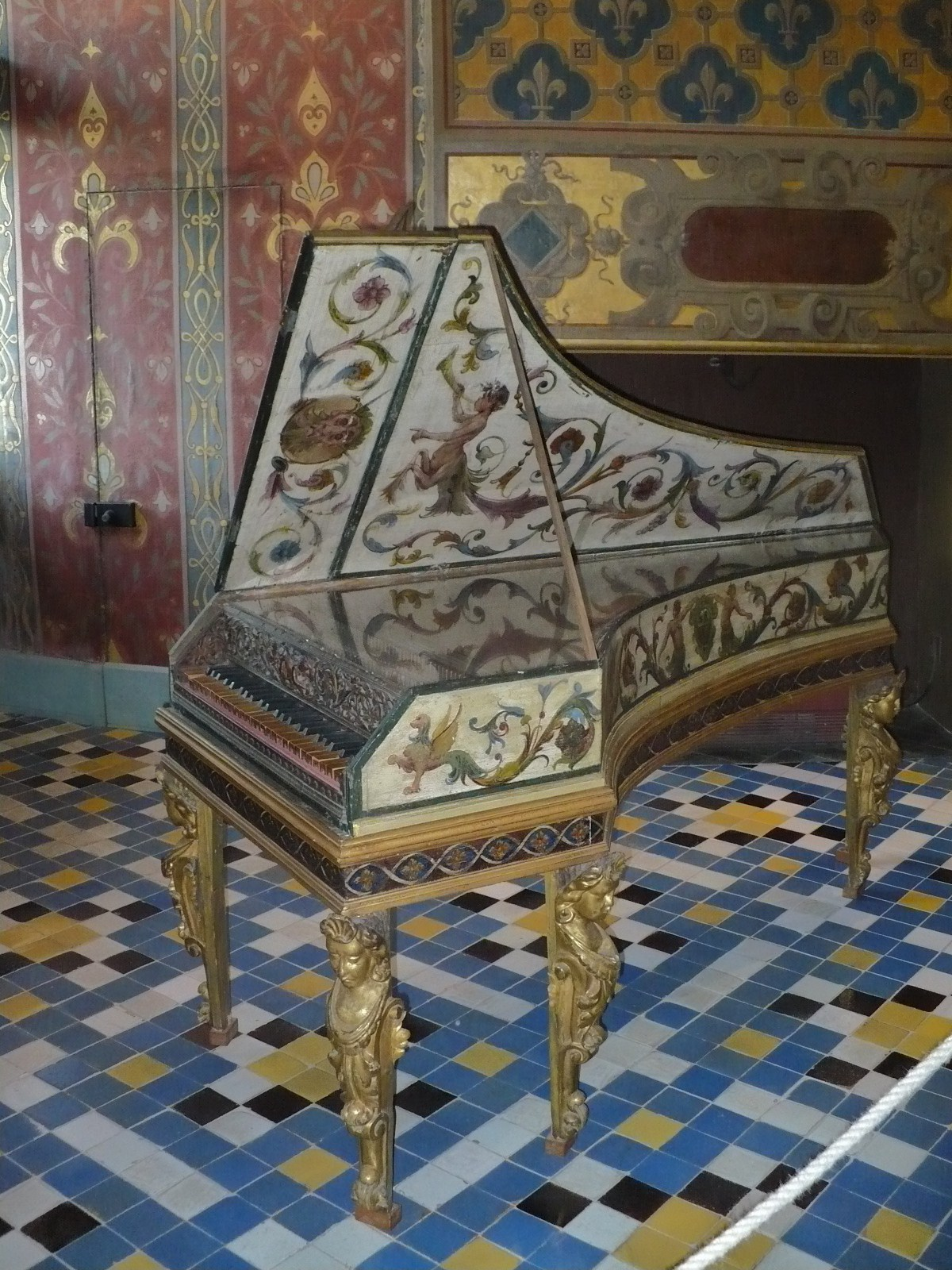
Cembalo von 1572, Schloss Blois

Giovanni Antonio Baffo (* vor 1523; † nach 1594) war ein italienischer Cembalobauer. Er lebte in Venedig. Seine Instrumente entstanden in der Zeit von 1571 bis 1594. Sie zeichneten sich durch einen hervorragenden Klang und reiche Dekoration aus.

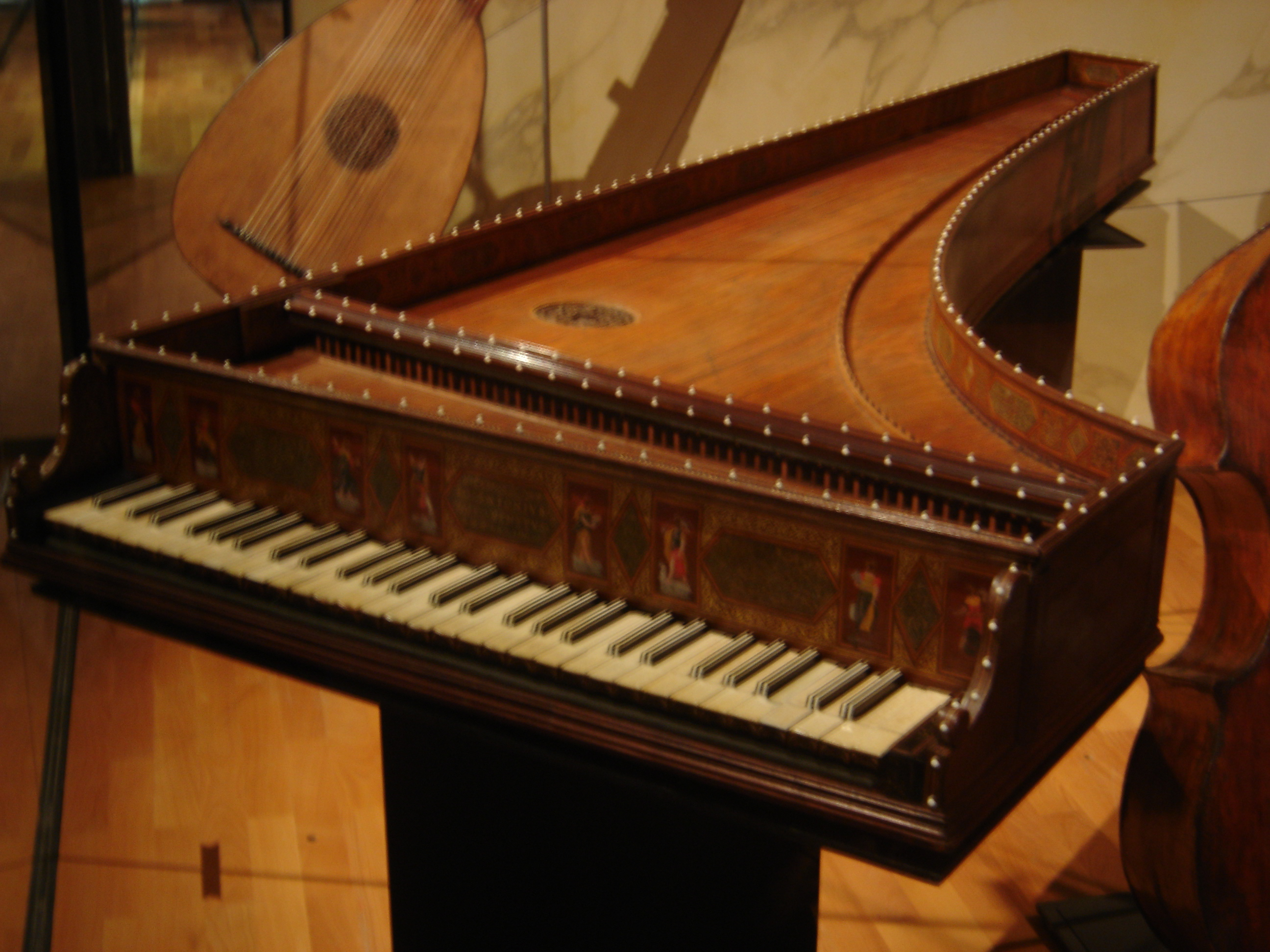
Cembalo aus dem Jahr 1579 Cité de la musique

## Erhaltene Instrumente
- Ein Cembalo aus dem Jahr 1572 befindet sich im Besitz des Schlosses Blois.
- Im Besitz des Victoria and Albert Museums in London sind ein Cembalo aus dem Jahr 1574 und das The Queen Elizabeth Virginal aus dem Jahr 1594.[2][3]
- Das Musée de la Musique in Paris besitzt ein Cembalo aus dem Jahr 1579.[4]